# Quando la notte
Quando la notte è un film del 2011, diretto da Cristina Comencini. È tratto dal libro Quando la notte della stessa Comencini ed è stato presentato in concorso alla 68ª Mostra internazionale d'arte cinematografica di Venezia. È stato girato a Macugnaga, in Piemonte, ai piedi del Monte Rosa.

## Trama
Marina è in vacanza in montagna con il figlio Marco. Prende in affitto una casa, che condivide con Manfred, il proprietario dell'abitazione, burbera e taciturna guida alpina, che fu lasciato ancora bambino dalla madre.
Marina ha un rapporto difficile con il figlio di due anni, che si muove molto e dorme poco, costringendo la madre a notti insonni che la portano alla disperazione. Una notte Manfred sente provenire le urla della madre e il pianto del bambino che, dopo un tonfo sinistro, cessa improvvisamente. Manfred allora sale al piano di sopra e comincia a bussare alla porta; non udendo risposta sfonda la porta e trova Marco sanguinante per terra e Marina in un angolo. Porta entrambi al Pronto Soccorso dove Marco viene medicato.
Marina non fa parola dell'incidente col marito. Qualche giorno dopo, Manfred invita Marina ad andare con lui al rifugio del fratello, in cima alla montagna che sovrasta il paese. Durante il cammino Manfred fa capire a Marina di essere convinto che sia stata lei a fare del male al figlio. Giunti al rifugio, Marco diventa subito amico dei figli di Albert, fratello di Manfred, e Marina decide di fermarsi qualche giorno al rifugio. L'ultima sera c'è una festa al rifugio e Stefan, fratello minore di Manfred, passa la serata a ballare con Marina, suscitando la gelosia di Manfred. I due si picchiano e Albert è costretto a separarli, per poi dire a Manfred di non farsi più vedere al rifugio.
Manfred riprende da solo, al buio, la strada per il paese, ma a metà strada scivola e cade in un crepaccio. Marina, che intanto ha lasciato il rifugio, non vedendo rincasare Manfred chiama i soccorsi che lo trovano ferito in fondo al crepaccio. In questa occasione Marina conosce la moglie di Manfred, Luna, che la invita ad andare a trovare il marito in ospedale. Marina confessa a Manfred di aver fatto male intenzionalmente al figlio che pure ama. La scena si conclude con Marina e Manfred abbracciati sul letto di ospedale, consapevoli di non poter vivere insieme.
Quattordici anni dopo Marina torna da sola al rifugio, dove viene informata che Manfred e Luna hanno aperto un albergo nella vecchia casa. Durante una forte nevicata Marina scende dalla montagna con l'ultima funivia che incrocia quella che sale con Manfred. Questi riesce a raggiungere la corriera su cui sta viaggiando Marina e i due passano la notte insieme. Da allora non si vedranno più e il film si conclude con Manfred che cammina sui sentieri della montagna e Marina nella metropolitana della sua città. Nella scena finale, le due funivie si incrociano; rallentano qualche istante fin quasi a fermarsi, per poi riprendere il loro solitario tragitto.

## Riconoscimenti
- Premio Bif&st 2012: miglior attrice protagonista (Claudia Pandolfi)